# 杰里米·边沁
杰里米·边沁（英語：Jeremy Bentham；1748年2月15日—1832年6月6日），英国哲学家、法学家和社会改革家。他是最早支持效益主義和动物权利的人之一。其於1769-1832年撰寫大量以法律改革為主題的文稿，建立起龐大的改革者網絡，影響啟蒙運動時期英國的法律思想。
著有《政府论片簡》（1776年），在其中对英国宪法进行了探讨。在他的《道德与立法原理》一书中，效益主義的原则第一次得到明确的表达。边沁在实践上是激进的社会改革者，他反对君主專制，提倡普选制度。
边沁也是最具影响力的古典自由主义者之一，其影响力不仅来源于他的著作，而且来源于他全世界的门徒，包括約翰·史都華·彌爾和一些政治领袖，如罗伯特·欧文（乌托邦社会主义的代表人物）。

## 個人生活

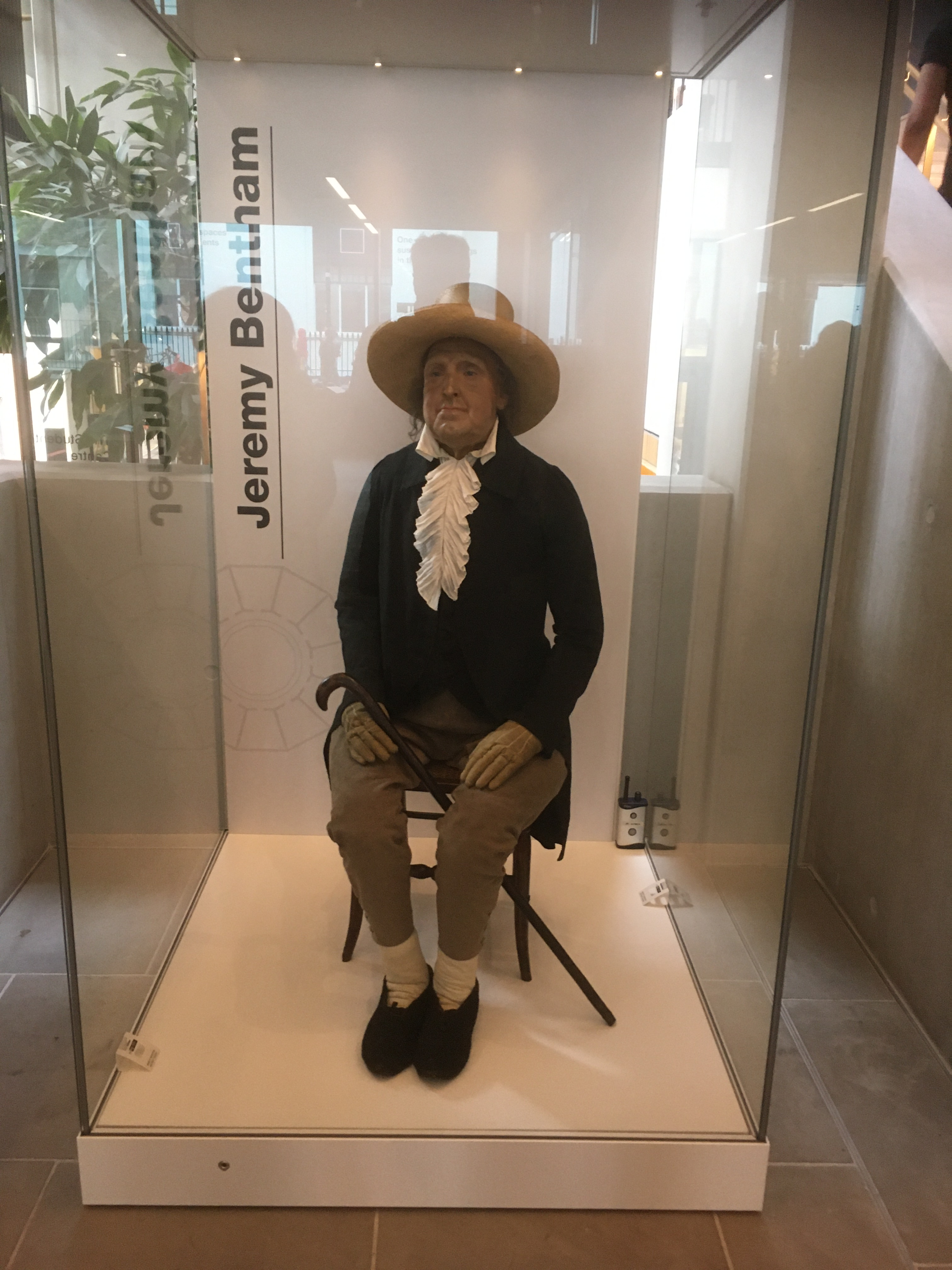
邊沁的遺體

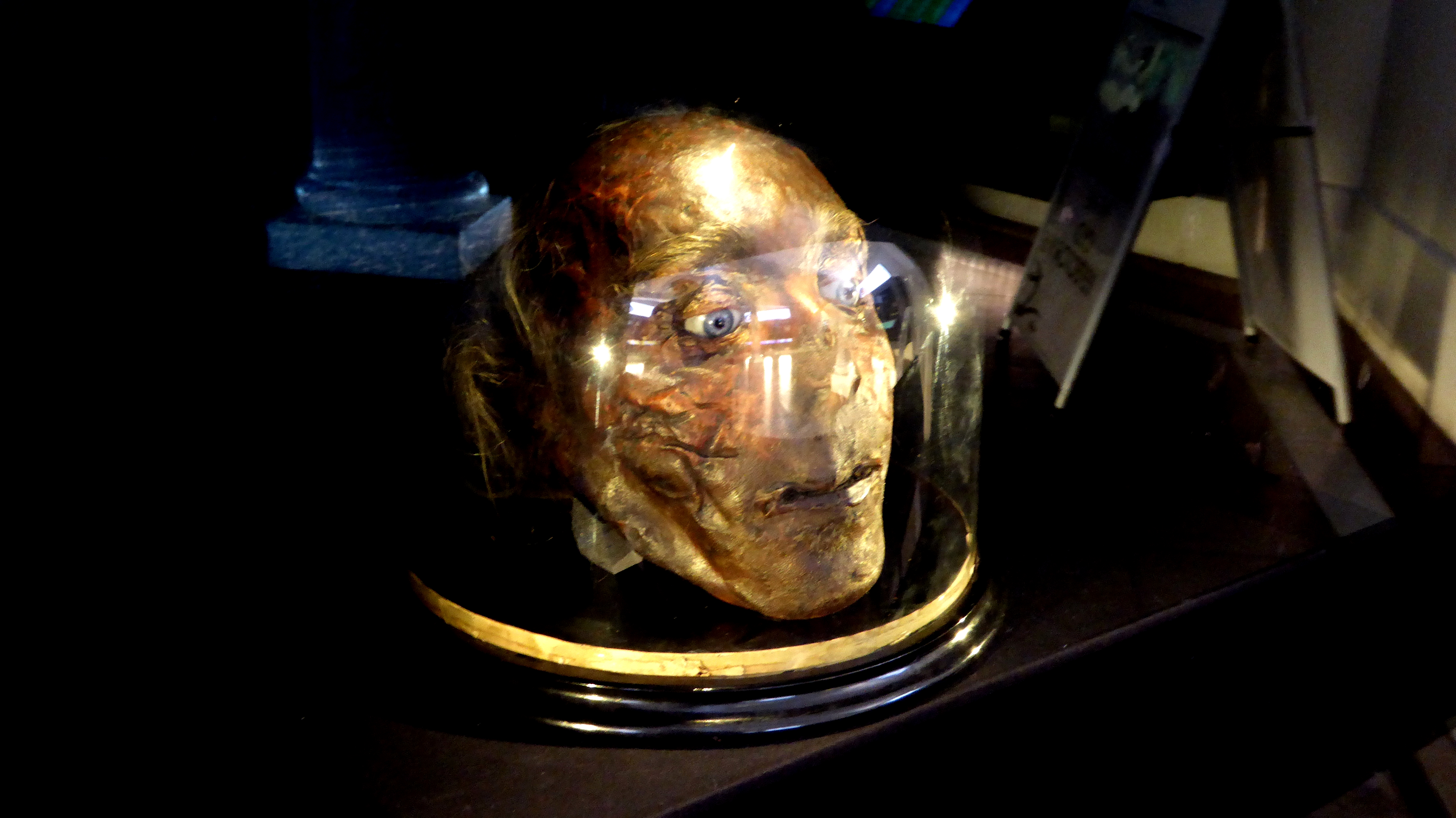
邊沁的頭顱

他出生于伦敦猎犬沟（Houndsditch），父亲杰里米·边沁（1712-1792）是一名律师，母亲艾丽西亚（Alicia Woodward；1759年去世）是一名绸缎商人之女。他就读于西敏公学。1760年6月28日，他在牛津大學王后學院正式入學。然而他的大學生活也並不愉快。他厭惡他的導師，也同大部分學生相處平平。後來，他曾總結，在牛津：有些人放蕩奢靡，有些人抑鬱乖僻，大多數人則是毫無生氣的。
邊沁童年矮小多病，不喜運動，成年後卻體格健壯。他的生活極有節制，且經常進行戶外運動，因而活力充沛，去世前不久仍能步履輕捷。他惜時如命，所以很少進入社交界，也很少閱讀批評自己著作的文章。盧卡斯和施林認為，邊沁可能會被診斷為亞斯柏格症。 在半個世紀中，他經常每天寫作8至10小時，每天寫的手稿平均有10至15對開。
邊沁死後，按照遺願對遺體進行處理，至今仍以正裝的姿態展示在於倫敦大學學院，但由於頭顱在防腐時無法完全保持容貌，現今頭部改以蠟像取代。

## 思想

### 效益主義
邊沁提出效益主義，並於《道德與立法原則概論》中，詳細闡述出效益主義。
邊沁的效益主義以「效益原則」為道德基礎。「效益」就是受牽涉者的「快樂」。當行為傾向於增加「效益」，而不是減少「效益」，就是「對」。
計算效益數量與行為傾向方面，邊沁提出七個指標：「強度」、「持續時間」、「確定或者不確定」、「鄰近或者遙遠」、「產度」、「純度」與「廣度」。「強度」、「持續時間」、「確定或者不確定」、「鄰近或者遙遠」屬於快樂或痛苦的特徵，用來計算個人的快樂或者痛苦數量。「產度」與「純度」屬於行為的特徵，用來算行為傾向於帶來快樂抑或痛苦。「產度」就是帶來相同感情的機會，例如快樂帶來快樂，痛苦帶來痛苦。「純度」就是不帶來相反感情的機會，例如快樂不帶來痛苦，痛苦不帶來快樂。「廣度」，就是受牽涉者的數量。
計算步驟就是先計算「廣度」，然後計算行為對所有受牽涉者在最初時間，所造成的快樂與痛苦的數量。之後，計算在最初時間之後，行為對所有受牽涉者所造成的快樂與痛苦的數量，即快樂的「產度」、「純度」，與痛苦的「產度」、「純度」。最後，總結所有快樂與痛苦的數量。如果在總數量中，快樂較多，那行為就傾向於善。如果於總數量中，痛苦較多，那行為就傾向於惡。

### 圆形监狱系统

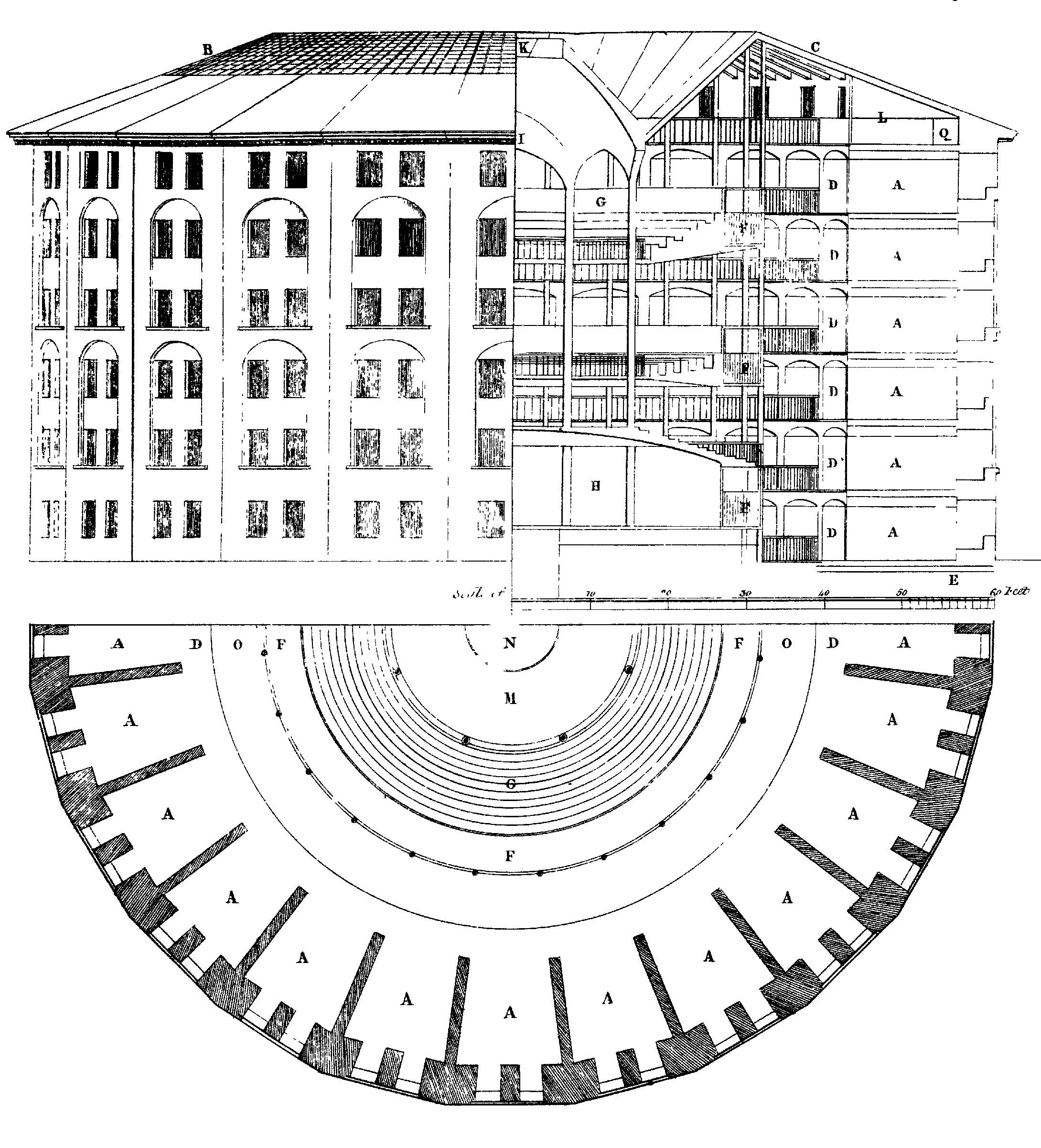
边沁提出的圓形監獄設計圖，1791年

在1786到1787，边沁去白俄罗斯的克里切夫见他的哥哥（Samuel）。在这次旅行中，边沁的哥哥向他展示了一种圆形建筑的结构可以允许一小部分管理者监视管理大量的低技能工人。边沁后来结合此次旅行的观察，设计出了低成本、高效率的圆形监狱系统（英語：panopticon）。该系统后被福柯视为对现代社会中权力分配的比喻。

## 著作列表
- 《政府論片斷》（1776年）

Defence of usury, 1788

- 《道德与立法原理导论》（又译 《论道德与立法的原则》，1780年）
- 《经济科学的哲学》
- 《论一般法律》

### 扩展阅读
- 边沁著，沈叔平等译：《政府片论》，汉译世界学术名著丛书，商务印书馆。
- 黃偉合：《英國近代自由主義研究——從洛克、邊沁到密爾》（北京：北京大學出版社， 2005）。